# متزانا مورتی‌ینگو
متزانا مورتی‌ینگو (به ایتالیایی: Mezzana Mortigliengo) یک کومونه در ایتالیا است که در استان بیه‌لا واقع شده‌است.

## خصوصیات
متزانا مورتی‌ینگو ۴٫۲ کیلومترمربع مساحت و ۶۱۸ نفر جمعیت دارد.